# Lacul Athabasca
Lacul Athabasca (Athabasca Lake), în limba amerindienilor „Athabasca” (în traducere „Unde sunt corăbii”), este situat în nord-vestul provinciei Saskatchewan și nord-vestul provinciei Alberta din Canada, între paralelele de nord de 58° și 60° și este situat la altitudinea de 213 m deasupra n.m..
Lacul Athabasca se întinde pe o suprafață de 7850 km², având o lungime de 283 km și o lățime maximă de 50 km. Adâncimea maximă a lacului atinge  243 m, fiind cel mai adânc lac din provincia Saskatchewan. Lacul se scurge în partea de nord prin Slave River și Mackenzie River în Oceanul Atlantic.
Pe malul de est al lacului se află orașul Fort Chipewyan, una dintre cele mai vechi așezări europene din Alberta, care se mărginește cu Parcul Național Wood-Buffalo. Pe malul de sud se află dune mișcătoare de nisip, numite „Lake Athabasca Sand Dunes”, acestea fiind cele mai mari dune active din lume situate pe paralela de 58o care au fost în cele din urmă recunoscute în anul 1992 ca „ Provincial Wilderness Park” după o luptă îndelungată cu birocrația și societatea de mine canadiană.

## Zăcăminte
Pe malul de nord s-au decoperit zăcăminte de uraniu și aur, ceace a dus la creșterea numărului populației în regiune și la întemeierea orașului Uranium City. Din anul 1980 minele sunt închise, iar regiunea a rămas în parte distrusă din punct de vedere ecologic. 

## Fauna
Lacul Athabasca este biotop pentru circa 23 de specii de pești, printre care se poate aminti păstrăvul, care a atins aici un record mondial cu greutatea de 46,3 kg.